# Progress MS-29
Progress MS-29 (rusky: Прогресс МC-29, identifikace NASA: Progress 90P) byla ruská nákladní kosmická loď řady Progress postavená společnosti RKK Energija a provozovaná agenturou Roskosmos za účelem zásobování Mezinárodní vesmírné stanice (ISS). Ke své misi odstartovala 23. listopadu 2024, v zemské atmosféře zanikla 1. července 2025  .

## Loď Progress MS

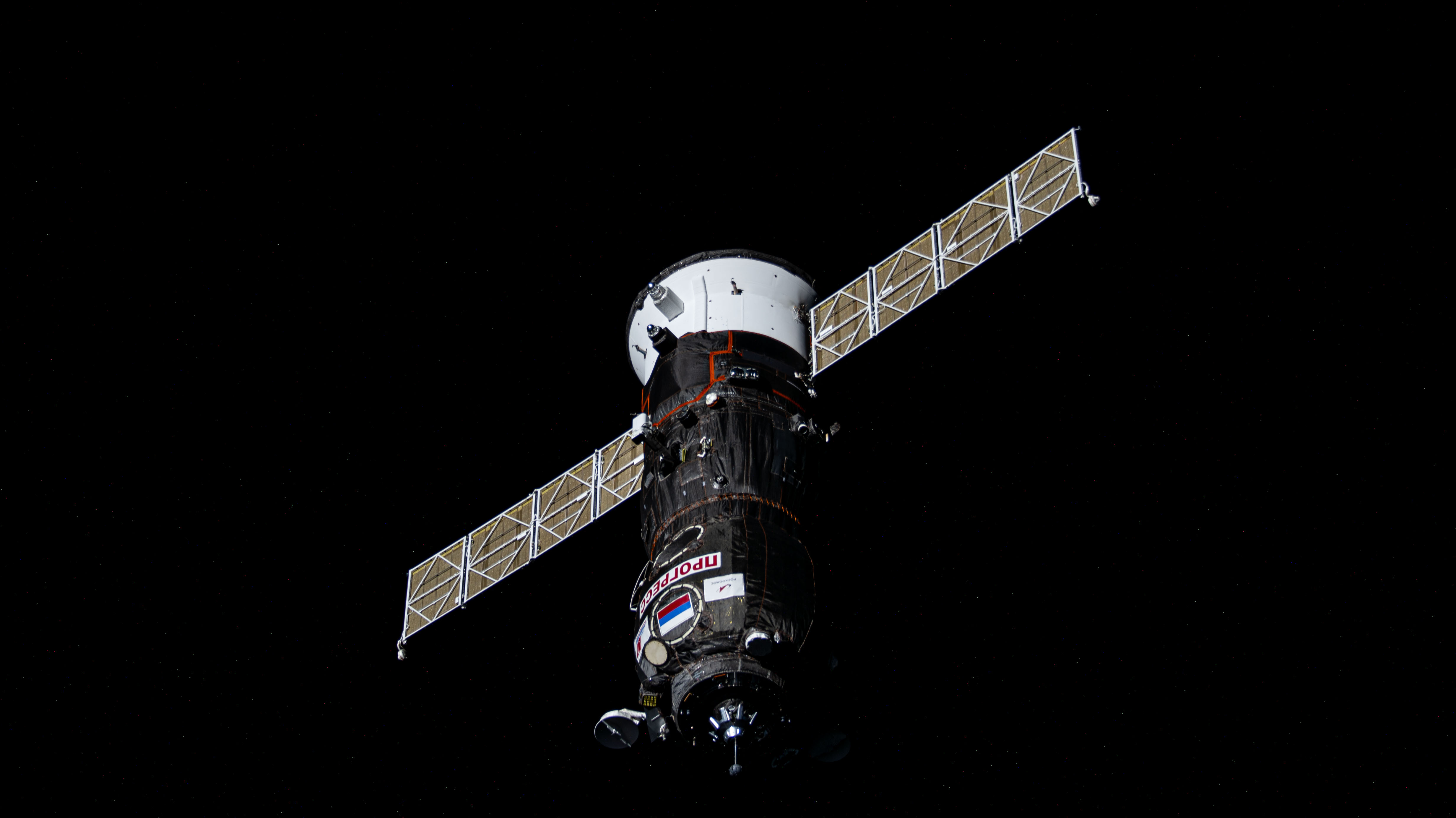
Progress MS-29 při příletu k ISS.

Progress MS je celkem pátá varianta automatické nákladní kosmické lodi Progress používané od roku 1978 k zásobování sovětských a ruských vesmírných stanic Saljut a Mir a od roku 2000 také Mezinárodní vesmírné stanice (ISS). 
První let této varianty s označením Progress MS-01 odstartoval 21. prosince 2015. Celková délka lodi dosahuje 7,2 metru, maximální průměr 2,72 metru, rozpětí dvou solárních panelů 10,6 metru. Startovní hmotnost je až 7 400 kg, z toho užitečné zatížení může dosáhnout až 2 600 kg.
Varianta MS zachovává základní koncepci vytvořenou už pro první Progressy. Skládá se ze tří sekcí – nákladní (pro suchý náklad a vodu), pro tankovací komponenty (na kapalná paliva a plyny) a přístrojové. Varianta je oproti předchozí verzi M-M doplněna o záložní systém elektromotorů pro dokovací a těsnicí mechanismus, vylepšenou ochranu proti mikrometeoroidům a zásadně modernizované spojovací, telemetrické a navigační systémy včetně využití satelitního navigačního systému Glonnas a nového – digitálního – přibližovacího systému Kurs NA. 
Od lodi MS-03 pak Progressy obsahují také nový vnější oddíl, který umožňuje umístění čtyř vypouštěcích kontejnerů pro celkem až 24 CubeSatů.

## Průběh mise
Start standardního podzimního zásobovacího letu se podle plánu uskutečnil 21. listopadu 2024 ve 12:22:23 UTC z kosmodromu Bajkonur na špičce rakety Sojuz 2.1a. Kosmická loď Progress s výrobním číslem 459 se o 2 dny později, 23. listopadu ve 14:31:16 UTC, o pět minut dříve než řídící letu plánovali, připojila k hornímu portu modulu Poisk. 
Posádka po otevření průlezu mezi modulem Poisk a lodí Progressem zaznamenala neočekávaný zápach a kapky neznámé kapaliny a kvůli možnému nebezpečí kontaminace atmosféry stanice průlez okamžitě uzavřela. Uzavřen prozatím zůstal i poté, co astronauti a kosmonauti na palubě ISS aktivovali různé systémy k čištění vzduchu a tři členové posádky ruského orbitálního segmentu si také z preventivních důvodů nakrátko oblékli osobní ochranné prostředky. NASA sice později téhož dne v prohlášení potvrdila problém se „zápachem” a „drobnými kapkami” pozorovanými po otevření průlezů, ale současně informovala, že letoví dispečeři zjistili normální kvalitu vzduchu uvnitř stanice. To potvrdila i její informace z 25. listopadu, že zápach, který pravděpodobně pocházel z materiálů uvnitř nákladní kosmické lodi, se rozptýlil, takže přístup do Progressu je otevřený a jeho vykládka postupuje podle plánu.
Let trval více než 7 měsíců a kosmická loď na jeho konci zanikla v horních vrstvách zemské atmosféry i s odpadem, kterým byla naplněna před odletem od stanice. Ten je uskutečnil 1. července 2025 v 18:43:28 UTC, po vzdálení a od ISS a snížení dráhy následoval brzdicí zážeh, který začal ve 21:52 UTC a vedl ke vstupu lodi do atmosféry a zániku kolem 22:30 UTC. Podle řídicího střediska nespálené zbytky kosmické lodi dopadly do obvyklé oblasti jižního Tichého oceánu nevyužívané pro plavbu.
Mise byla celkem 182. letem nákladní lodi typu Progress a současně jejím 93. letem k ISS. 

## Náklad
Kosmická loď dovezla na ISS 2 487 kg nákladu:
- palivo pro motory stanice (869 kg),
- pitná voda (420 kg),
- dusík (43 kg),
- ostatní náklad pro posádku a systémy stanice (1155 kg).

Do ostatního nákladu patří přístroje a vybavení včetně náhradních a modernizačních dílů pro systémy ruského segmentu ISS, nářadí pro opravy, lékařské vybavení, hygienické potřeby, oblečení, potraviny, náklad pro posádku (pošta, osobní předměty apod.) a vědecká zařízení a materiál pro experimenty a výzkumy prováděné posádkou na palubě.